# Getahun Fanta Shikune
Getahun Fanta Shikune CM (ur. 25 lutego 1973 w Aleku Sassi) – etiopski duchowny rzymskokatolicki, wikariusz apostolski Nekemte od 2024. 

## Życiorys
Święcenia prezbiteratu przyjął 1 lipca 2001 w Zgromadzeniu Księży Misjonarzy. Był m.in. rektorem wyższego seminarium zakonnego, przełożonym etiopskiej prowincji oraz dyrektorem zakonnej szkoły w Addis Abebie.
16 lipca 2024 został mianowany wikariuszem apostolskim Nekemte.
22 września 2024 otrzymał święcenia biskupie. Udzielił mu ich kardynał Berhaneyesus Demerew Souraphiel. 